# Ualabi rupestre de peus negres
El ualabi rupestre de peus negres (Petrogale lateralis) és una espècie de marsupial diprotodont. És una espècie de ualabi rupestre. És un animal bastant tímid amb una coloració negra i grisa per camuflar-se al seu medi rocallós, però el pelatge es torna més clar a l'estiu.